# Mahnmal der Deutschen Einheit (Mainz)

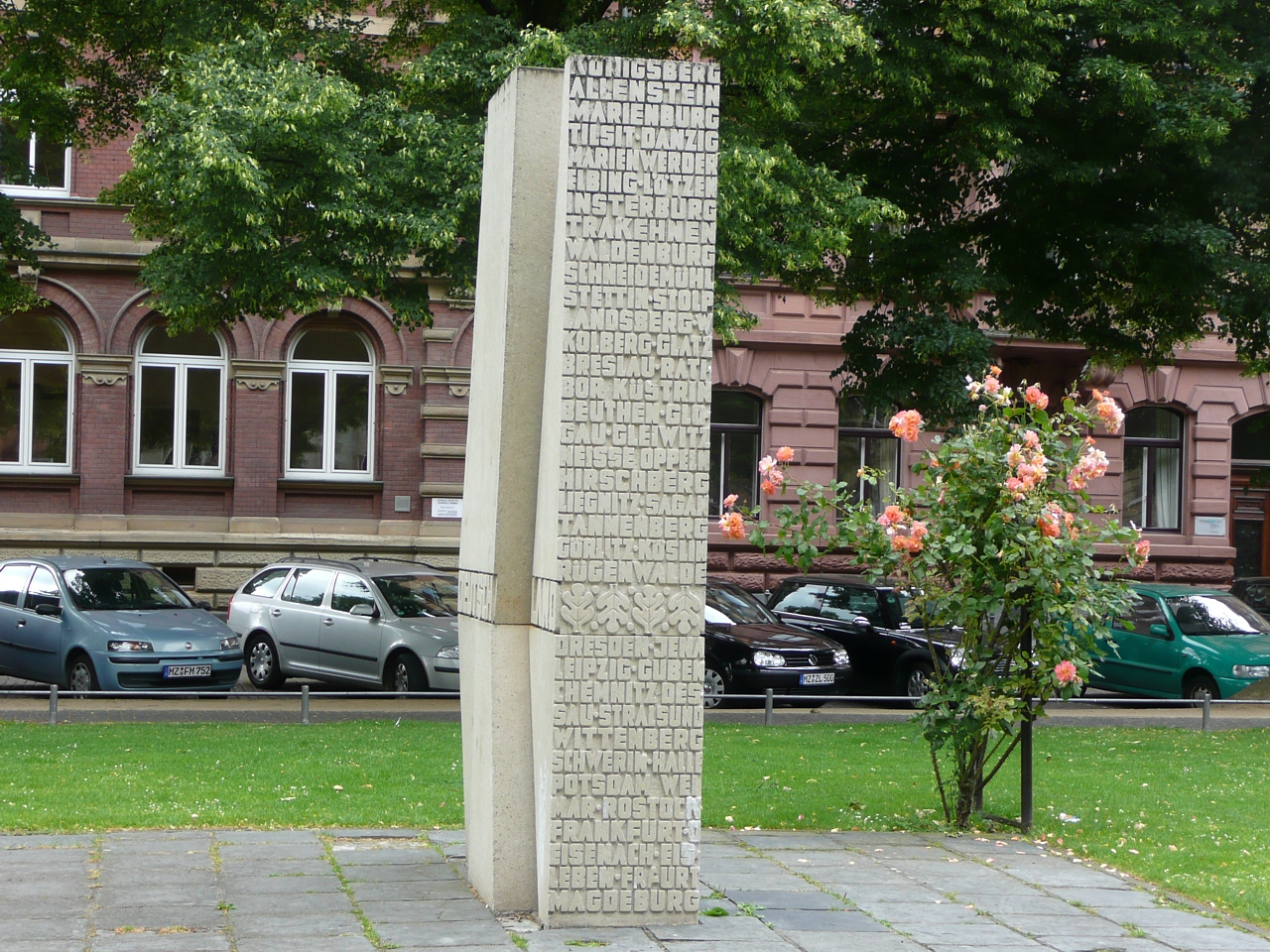
Seitliche Ansicht mit den genannten Städten

Das Mahnmal der Deutschen Einheit, auch Mahnmal „Geteiltes Deutschland“, sowie nach der Einweihung und vor der Wiedervereinigung „Mahnmal des deutschen Ostens“ genannt, wurde am 16. Juni 1961 auf dem Mainzer Fischtorplatz anlässlich des Jahrestages des Volksaufstandes in der ehemaligen DDR vom 17. Juni 1953 mit der Inschrift „Deutschland ist unteilbar“ seiner Bestimmung übergeben. Es enthält mehrheitlich die Namen von damals unter polnischer bzw. russischer Verwaltung stehender ehemals deutscher Städte östlich von Oder und Neiße und von Städten in der damaligen Deutschen Demokratischen Republik.

## Denkmal

### Entstehung
Die CDU-Fraktion im Mainzer Stadtrat beantragte am 22. Januar 1959 die Schaffung eines „Erinnerungshinweises an den deutschen Osten“ und wollte damit auf die sowjetische Haltung reagieren, West-Berlin zu einer selbständigen freien Stadt zu erklären.
Daraufhin stellte im Juli 1960 Albert Karl Spelthahn, der als Architekt und Baurat im Mainzer Hochbauamt beschäftigt war, seinen Entwurf eines dreifach gespaltenen Steinblocks vor, der die Dreiteilung Deutschlands symbolisieren sollte. Der Bauausschuss befürwortete zwar das Mahnmal, es kam jedoch nicht zu einer Umsetzung. Erst als die Ortsgruppe des Kuratoriums Unteilbares Deutschland ein Jahr später den Plan wieder aufgriff und dafür sorgte, dass der Auftrag zur Herstellung des Denkmals erteilt wurde, konnte am Abend des 16. Juni 1961 anlässlich des Jahrestages des Volksaufstandes in der DDR die feierliche Einweihung, mit einer Ansprache von Oberbürgermeister Franz Stein, stattfinden. Diese war begleitet von zahlreichen weiteren Aktionen wie Straßensammlungen zur Finanzierung des Mahnmals, einer Ausstellung mit künstlerischen Arbeiten von Schülern zur deutschen Teilung sowie einer Foto-Ausstellung zum Aufbau Berlins. Nach der Feier zogen einige tausend Mainzer, Heimatvertriebene und Sowjetzonenflüchtlinge in einem Schweigemarsch zum Deutschhausplatz, wo von tausend Fackeln genährt ein Mahnfeuer brannte. Eine Gruppe ostdeutscher Jugendlicher trug im Zug ein Modell des Brandenburger Tores.
In der Mainzer Zeitung hieß es hierzu:

„… setzte die Stadt Mainz mit dem Mahnmal des deutschen Ostens ein neues Zeichen. „Deutschland ist unteilbar“ lautet die Inschrift des Steins. „Einheit und Freiheit für das Volk und Vaterland!“ heißt die Mahnung, die von ihm ausgeht. – So lange, bis die deutsche Spaltung zu bestehen aufgehört haben wird. …“

### Aussehen

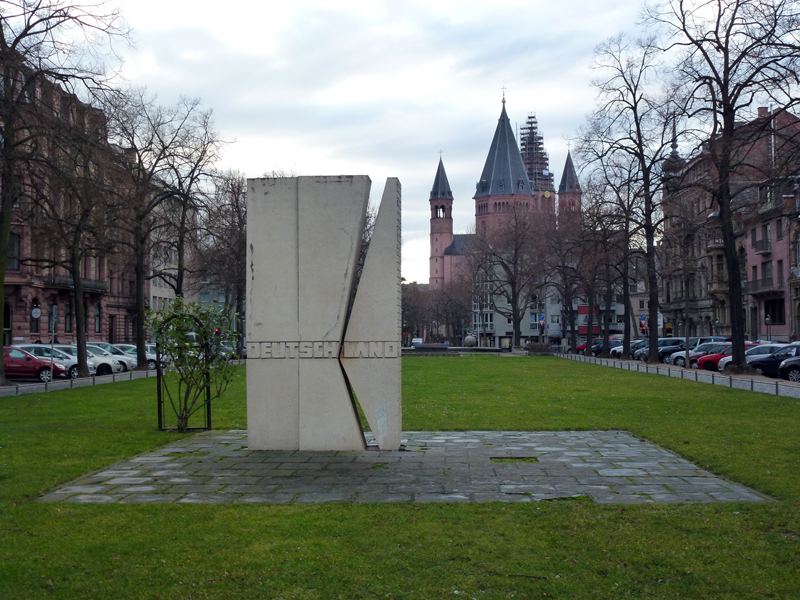
Blick in Richtung Dom. Erkennbare Inschrift: DEUT / SCH / LAND

Der 3,44 Meter hohe aus Beton gegossene rechteckige und dreifach gespaltene Quader mit der Inschrift „Deutschland ist unteilbar“ wurde von Paul Sauer nach dem Entwurf von Albert Karl Spelthahn angefertigt und sollte den Willen zur deutschen Einheit unterstreichen.

„Das durch Sachlichkeit und Schlichtheit charakterisierte Monument will die Tragik des durch die Folgen des Zweiten Weltkrieges gespaltenen Deutschlands symbolisieren. Der Entwurf, der vom Baurat Albert Karl Spelthahn vom Hochbauamt der Stadt Mainz stammt, verzichtet bewusst auf eine figürliche Interpretation dieses Themas und bevorzugt moderne Stilelemente. Auf der neun mal sechs Meter großen Denkmalsanlage, die mit Schieferplatten ausgelegt ist, erhebt sich ein rechteckiger, aus Beton gegossener Block. Charakteristisch daran ist die Dreiteilung, welche die Abtretung der ostdeutschen Gebiete und die Spaltung von West- und Mitteldeutschland dokumentieren soll. Die Flächen des Mahnmals werden in etwa halber Höhe von einem Schriftband umschlungen, das die Worte „Deutschland ist unteilbar“ trägt. Auf einer Schmalseite sind die Namen von ost- und mitteldeutschen Städten eingemeißelt, die stellvertretend für die einzelnen Landschaften und Provinzen dort stehen.“

Hierzu ist anzumerken, dass mit dem Begriffen Ost- und Mitteldeutschland anders als heute folgendes damit gemeint war: Mit Ostdeutschland bezeichnete man die Gebiete östlich von Oder und Neiße, also Gebiete im heutigen Polen und Russland. Mit Mitteldeutschland wurden die heutigen fünf neuen Bundesländer bezeichnet.
Um das Denkmal vor Vandalismus durch Graffiti zu schützen, wurde, spätestens 1997, ein Oberflächenschutz angebracht.

### Genannte Städte
Auf der Schmalseite sind deutsche Städte im Osten aufgelistet, darunter auch solche, die heute zu Polen oder Russland gehören (siehe: Ostgebiete des Deutschen Reiches und Deutsches Reich in den Grenzen vom 31. Dezember 1937).
DEUT / SCH / LAND // IST UN / TEIL / BAR
Königsberg, Allenstein, Marienburg, Tilsit, Danzig, Marienwerder, Elbing, Lötzen, Insterburg, Trakehnen, Waldenburg, Schneidemühl, Stettin, Stolp, Landsberg/W, Kolberg, Glatz, Breslau, Ratibor, Küstrin, Beuthen, Glogau, Gleiwitz, Neisse, Oppeln, Hirschberg, Liegnitz, Sagan, Tannenberg, Görlitz, Köslin, Rügenwalde,
Eichenlaub
Dresden, Jena, Leipzig, Guben, Chemnitz, Dessau, Stralsund, Wittenberg, Schwerin, Halle, Potsdam, Weimar, Rostock, Frankfurt (Oder), Eisenach, Eisleben, Erfurt, Magdeburg

## Kritik am Denkmal nach der Wiedervereinigung
Nach 45 Jahren der Trennung wurde am 3. Oktober 1990 die Einheit Deutschlands vollzogen. Am 14. November 1990 erkannte Deutschland die  Westgrenze Polens endgültig völkerrechtlich durch den  Deutsch-polnischen Grenzvertrag an. Die Aussöhnung zwischen Polen und Deutschland schuf eine wichtige Voraussetzung für eine neue Friedensordnung in Europa.
Der gespaltene Steinquader soll auch nach der Wiedervereinigung an das vordem geteilte Vaterland erinnern; mit der Anerkennung der Oder-Neiße-Grenze kam jedoch mit der Zeit, spätestens in den 2000er Jahren, Kritik am Denkmal auf, da unter der Inschrift „Deutschland ist unteilbar“ neben den Städtenamen aus den fünf neuen Bundesländern vor allem Städtenamen aus dem heutigen Polen und Russland auf dem Mahnmal eingemeißelt sind. Eine zusätzliche Informationsstele wurde deshalb angebracht, um darauf hinzuweisen, dass es ein Mahnmal der Deutschen Einheit ist und an den Volksaufstand in der DDR am 17. Juni 1953 erinnern soll. Da dies beim Betrachten des Mahnmals nicht erkennbar ist, sondern nur auf der Infostele vermerkt ist, kam das Mahnmal in Kritik. Das Mahnmal sowie die Stele ignorierten in ihrer Form die polnische Perspektive auf Vertreibung im Zweiten Weltkrieg, nämlich die Zwangsumsiedlung von Polen aus den ehemaligen polnischen Ostgebieten 1944–1946. Während der Kreisverband der Mainzer Grünen bei der Kommunalwahl 2009 einen Abbau des Mahnmals forderte, betrachtete der CDU-Ortsverband Mainz-Altstadt die Infostele als ausreichend an.
Am 18. August 2010 verhüllten Aktivisten der Linksjugend solid aus Wiesbaden das Mahnmal mit einem Transparent, auf dem geschrieben war »Großdeutsche Träumerei abwracken!«. Am 30. Jahrestag des  Deutsch-polnischen Grenzvertrags, am 14. November 2020, fand erneut eine Verhüllung des Denkmals durch ein Transparent mit der Aufschrift »Hier sollte eigentlich ein Denkmal für Frieden und Freiheit stehen« im Rahmen einer politischen Kundgebung des Mainzer  Kreisverbandes der Partei Die Linke statt und wies damit auf die friedliche Tradition des Platzes in Erinnerung an die im  Nationalsozialismus abgerissene Stresemann-Gedenkstätte hin.